# Comuna Raihorod, Kameanka
Raihorod (în ucraineană Райгород) este o comună în raionul Kameanka, regiunea Cerkasî, Ucraina, formată din satele Iarove și Raihorod (reședința).

## Demografie
Componența lingvistică a comunei Raihorod
     Ucraineană (98,17%)
     Rusă (1,64%)
     Alte limbi (0,2%)
Conform recensământului din 2001, majoritatea populației comunei Raihorod era vorbitoare de ucraineană (98,17%), existând în minoritate și vorbitori de rusă (1,64%).